# Chaetophthalmus wau
Chaetophthalmus wau är en tvåvingeart som beskrevs av Cantrell och Hiroshi Shima 1991. Chaetophthalmus wau ingår i släktet Chaetophthalmus och familjen parasitflugor. Inga underarter finns listade i Catalogue of Life.